# Altingiàcies
Altingiaceae és una petita família de plantes amb flors dins l'ordre Saxifragals. Són arbres anemòfils que produeixen uns fruits vermells que contenen moltes llavors. Els fruits han estat estudiats detalladament. Són originaris de l'Amèrica central, Mèxic, l'est d'Amèrica del Nord, l'est de la conca del Mediterrani, la Xina i l'Àsia tropical. Sovint es cultiven com a planta ornamental i molts produeixen una fusta valuosa.
Altingiaceae consta de tres gèneres: Altingia, Liquidambar i Semiliquidambar. Recentment, s'ha comprovat que el gènere Semiliquidambar és compost per híbrids d'espècies dels gèneres Altingia i Liquidambar. Altingia i Liquidambar, se sap que són parafilètics i, per tant, es prepara una revisió d'aquesta família.
El nom d'Altingiaceae té una llarga i complexa història taxonòmica. Alguns atribueixen aquest nom a John Lindley, que publicà el nom vàlid el 1846. D'altres diuen que l'autoritat per aquest nom correspon a Paul F. Horaninov, que va descriure aquest grup el 1841. Als segles XIX i XX, no s'acceptava generalment la família Altingiaceae; molts autors posaven aquest gènere dins la família Hamamelidaceae. L'APG (Angiosperm Phylogeny Group) reconeix 4 famílies en aquest llinatge incloent-hi Altingiaceae. Cercidiphyllaceae i Daphniphyllaceae en són un grup germà. Aquest clade és un grup germà d'Hamamelidaceae i aquestes tres famílies són un grup germà d'Altingiaceae. Aquest clade és germà de Paeoniaceae.

## Evolució
Altingiaceae no té un registre fòssil extens. Per a la major part del Paleogen i Neogen, estaven biogeogràficament més distribuïts que en l'actualitat. El grup troncal Altingiaceae divergí del clade Hamamelidaceae, Cercidiphyllaceae i Daphniphyllaceae en l'estadi Turonià del període Cretaci fa uns 90 milions d'anys. El grup corona (crown group) Altingiaceae és molt més recent, ja que es va originar en l'Eocè, fa uns 40 milions d'anys.